# فرودگاه اسکای کینگ
فرودگاه اسکای کینگ (به انگلیسی: Sky King Airport) یک فرودگاه همگانی بهره‌برداری هوایی است که یک باند فرود آسفالت دارد و طول باند آن ۱۰۸۴ متر است. این فرودگاه در شهر ترا اوت، ایندیانا کشور ایالات متحده آمریکا قرار دارد و در ارتفاع ۱۵۱ متری از سطح دریا واقع شده است.